# Catarización
La catarización (o qatarización) es una iniciativa gubernamental diseñada para aumentar el número de ciudadanos cataríes empleados en los sectores público y privado. El objetivo es que el 50% de la plantilla del sector Industria y Energía esté ocupada por cataríes. La catarización es uno de los focos de la Visión Nacional de Catar 2030.
Si bien la población de expatriados ha crecido rápidamente desde finales del siglo XX, la población catarí ha aumentado a un ritmo marginal. Por lo tanto, como un medio para disminuir la dependencia de la mano de obra extranjera, el gobierno de Catar ha priorizado fuertemente la catarización en los últimos años.

## Historia
El primer plan de catarización se formuló en 1962, con la Ley del Trabajo de Catar No. 3, que estipulaba que los ciudadanos de Catar debían tener prioridad para cubrir los puestos vacantes en la fuerza laboral. Un censo gubernamental realizado en 1970 reveló que solo el 16% de la población económicamente activa eran ciudadanos cataríes. La única industria con una mayor proporción de ciudadanos cataríes frente a extranjeros fue la industria petrolera, que fue el resultado de las políticas de catarización.
A principios de la década de 1970, tras la independencia de Catar, los puestos administrativos del sector público se catarizaron. En la década de 1990, el 97% de los altos cargos administrativos del sistema escolar estaban ocupados por cataríes. En mayo de 1997, un decreto emirí estipuló que al menos el 20% de los empleados de las empresas del sector privado debían ser ciudadanos cataríes. El 1 de junio de 2000 entró en vigor el programa de catarización más ambicioso con el objetivo de alcanzar un 50% de la mano de obra nacional en el sector energético para 2005. El programa no alcanzó su objetivo, ya que los cataríes solo representaban el 28% de la mano de obra del sector energético en la fecha prevista. Los académicos que trabajan en aspectos de la emiratización incluyen, entre muchos otros, a Ingo Forstenlechner de la Universidad de los Emiratos Árabes Unidos, Kasim Randeree de la Universidad Británica de Dubái, Paul Knoglinger de FHWien, Marie-France Waxin de la Universidad Americana de Sharjah.

## Desafíos
Un estudio realizado por RAND Corporation encontró que las mujeres cataríes tienen el doble de probabilidades de tener una educación universitaria que los hombres. Sin embargo, como consecuencia de las titulaciones que excluyen a hombres y mujeres en las universidades públicas, algunos sectores no pueden beneficiarse de la población femenina que generalmente tiene más estudios.